# Lothar Haselberger
Lothar Haselberger (* 22. November 1947 in München) ist ein deutscher Bauforscher.

## Leben
Nach dem Besuch des Gymnasiums im Kloster Ettal und des Gymnasiums bei St. Stephan in Augsburg studierte Lothar Haselberger von 1967 bis 1976 Architektur an der TU München, 1974 verbrachte er mit einem Fulbright-Stipendium an der Harvard University. Bereits während seines Studiums spezialisierte er sich bei Gottfried Gruben auf antike Baugeschichte und arbeitete seit 1970 an dessen Untersuchungen zur archaischen Architektur der Kykladen auf Naxos und Paros mit. 1978/1979 erhielt er das Reisestipendium des Deutschen Archäologischen Instituts. Während seiner Stipendiatenreise entdeckte er die bis dahin übersehenen antiken Bauzeichnungen am Apollontempel in Didyma, die er daraufhin im Auftrag des Deutschen Archäologischen Instituts erforschte. 1984 bis 1989 hatte er ein Forschungsstipendium der DFG. Er wurde 1985 an der TU München mit einer Arbeit über Turmgehöfte des Hellenismus auf den Kykladen promoviert. 1989 bis 1991 war er Assistent an der Universität Karlsruhe. Ab 1991 lehrte er als Professor für römische Architektur an der University of Pennsylvania in Philadelphia, wo er zum Jahr 2016 emeritiert wurde. 1993 bis 2004 war er wissenschaftlicher Leiter der Restaurierungsarbeiten am Apollontempel in Didyma. 1994 entdeckte er Architekturzeichnungen für die Front des Pantheons beim Augustusmausoleum in Rom.
Lothar Haselbergers Hauptforschungsgebiet ist die Theorie und Praxis der antiken Architektur und des Städtebaus. Neben seinen Untersuchungen zu antiken Architekturzeichnungen gehören vor allem Forschungen zur Topographie des antiken Rom zu seinen Arbeitsfeldern. Haselberger ist seit 1988 korrespondierendes Mitglied des Deutschen Archäologischen Instituts.

## Veröffentlichungen (Auswahl)
- Die Bauzeichnungen des Apollontempels von Didyma. In: Architectura. Band 13, 1983, S. 13–26.
- Befestigte Turmgehöfte im Hellenismus auf den Kykladeninseln Naxos, Andros und Keos. Dissertation, TU München 1985.
- Ein Giebelriß der Vorhalle des Pantheon. Die Werkriße vor dem Augustusmausoleum. In: Mitteilungen des Deutschen Archäologischen Instituts, Römische Abteilung. Band 101, 1995, S. 279–308.
- als Hrsg.: Appearance and essence. Refinements of classical architecture – curvature. Proceedings of the Second Williams Symposium on Classical Architecture held at the University of Pennsylvania, Philadelphia, April 2 – 4, 1993. University Museum, University of Pennsylvania 1999, ISBN 0-924171-76-6.
- als Hrsg.: Mapping Augustan Rome (= Journal of Roman Archaeology, Supplementary series. Band 50). Journal of Roman Archaeology, Portsmouth R.I. 2003.
- mit John H. Humphrey als Hrsg.: Imaging Ancient Rome. Documentation – Visualization – Imagination. Proceedings of the Third Williams Symposium on Classical Architecture, Rome, on May 20 – 23, 2004 (= Journal of Roman Archaeology, Supplementary series. Band 61). Journal of Roman Archaeology, Portsmouth R.I. 2006, ISBN 1-887829-61-X.
- Urbem adornare. Die Stadt Rom und ihre Gestaltumwandlung unter Augustus / Rome's urban metamorphosis under Augustus (= Journal of Roman Archaeology, Supplementary series. Band 64). Journal of Roman Archaeology, Portsmouth R.I. 2007, ISBN 1-887829-64-4.
- The horologium of Augustus. Debate and context (= Journal of Roman Archaeology, Supplementary series. Band 99). Journal of Roman Archaeology, Portsmouth R.I. 2014, ISBN 978-0-9913730-3-1.
- Der Pergamonaltar und der Architekt Hermogenes. Reimer, Berlin 2020, ISBN 978-3-496-01597-0.